# Miękusz rabarbarowy

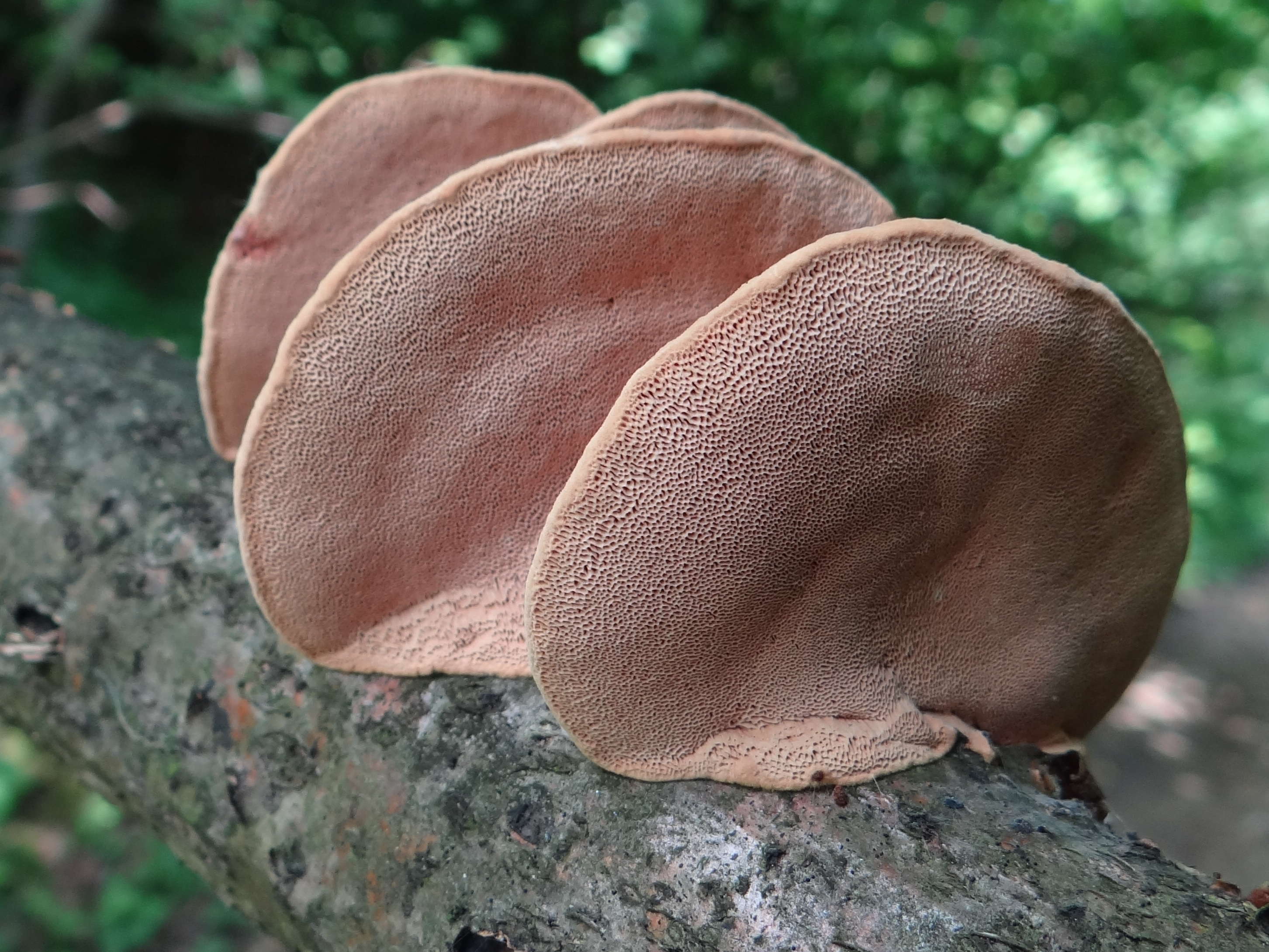

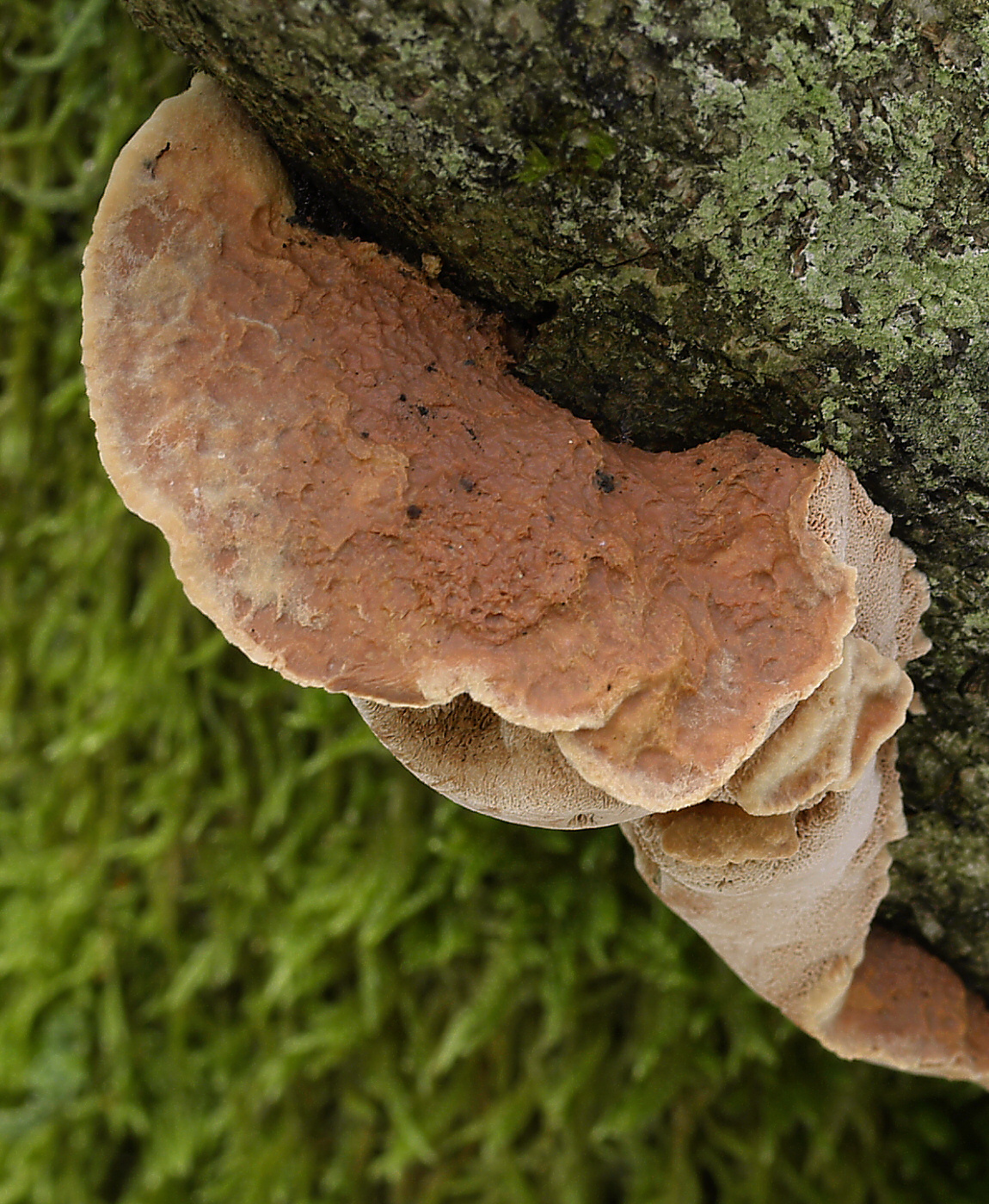

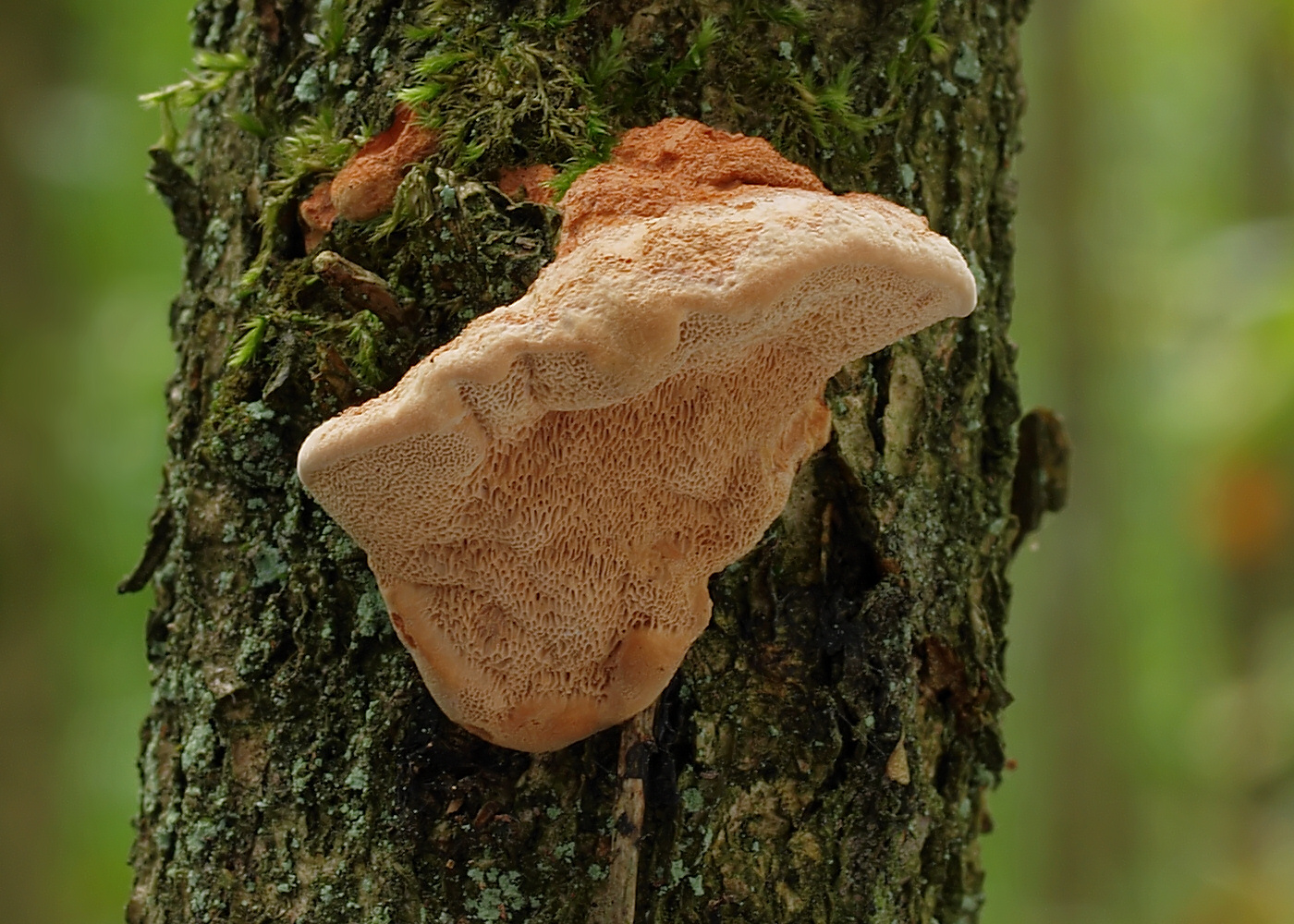

Miękusz rabarbarowy (Hapalopilus rutilans (Pers.) Murrill) – gatunek grzybów z rzędu żagwiowców (Polyporales).

## Systematyka i nazewnictwo
Pozycja w klasyfikacji według Index Fungorum: Hapalopilus, Phanerochaetaceae, Polyporales, Incertae sedis, Agaricomycetes, Agaricomycotina, Basidiomycota, Fungi.
Po raz pierwszy gatunek ten w 1798 r. opisał Christiaan Hendrik Persoon, nadając mu nazwę Boletus rutilans, później przez różnych badaczy był włączany do rodzajów Fomes (hubiak), Inonotus (błyskoporek), Poria, Polystictus, Scindalma, Phaeolus (murszak). Obecnie za prawidłową uznaje się diagnozę W.A. Murrilla, który w 1941 r. zaliczył go do rodzaju Hapalopilus. Ma ponad 30 synonimów naukowych. Niektóre z nich:
- Hapalopilus nidulans (Fr.) P. Karst. 1881
- Polystictus rutilans (Pers.) Bigeard & H. Guill. 1913[2].

Nazwę polską podał Stanisław Domański w 1965 r. W polskim piśmiennictwie mykologicznym gatunek ten opisywany był też jako huba korkowa i huba czerwonawa.

## Morfologia
Kapelusz
Beztrzonowy, do podłoża przyczepiony bokiem. Pojedynczy ma kształt konsolowaty lub muszlowaty, szerokość 4–12 cm i grubość 2–4 cm. Zazwyczaj owocniki wyrastają w grupach po kilka sztuk, często zrastając się ze sobą. Czasami dachówkowato zachodzą na siebie lub tworzą rzędy. Powierzchnia górna u młodych owocników jest filcowata, u starszych naga. Jest nierówna, matowa, niestrefowana, dość miękka i przypomina pumeks. Barwa od żółtobrązowej do cynamonowobrązowej.
Hymenofor
Rurkowaty. Rurki o barwie od ochrowobrązowej do cynamonowobrązowej i długości 0,5–1,5 cm. Pory kanciaste, tej samej barwy, na jednym milimetrze mieszczą się 2–4. Z czasem stają się wydłużone i nierówne.
Miąższ
U żywych owocników soczysty, włóknisty, miękki, w stanie suchym korkowaty i łamliwy. Ma barwę taką samą, jak górna powierzchnia kapelusza lub nieco jaśniejszą i jest słabo pręgowany. KOH (jak również inne wodorotlenki) barwi go na fioletowo lub szaroliliowo. Jest bez smaku i ma słaby, nieco anyżowy zapach.
Wysyp zarodników
Biały. Zarodniki o kształcie od eliptycznego do cylindrycznego, gładkie, o rozmiarach 3,5–5 × 2–3 μm. W KOH bezbarwne.
Gatunki podobne
- miękusz szafranowy (Hapalopilus croceus) ma owocnik kremowopomarańczowy lub czerwonopomarańczowy i jest rzadki[5],
- żółciak siarkowy (Lactiporus sulfureus). Jest intensywnie żółty i nie przebarwia się pod wpływem KOH[7],
- gęstoporek cynobrowy (Pycnoporus cinnabarinus) jest mniejszy i ma bardziej intensywny kolor (cynobrowy)[5].

## Występowanie i siedlisko
Jest szeroko rozprzestrzeniony na kuli ziemskiej. Występuje w Ameryce Północnej, Europie, Azji, Afryce i Oceanii, znaleziono go również w Australii. W Polsce jest dość rzadki, ale nie jest zagrożony.
Grzyb nadrzewny typu huba występujący w różnego typu lasach liściastych i mieszanych, parkach, na pniach, pniakach i gałęziach martwych drzew. Owocniki są jednoroczne i rozwijają się od czerwca do października. Szczególnie często można go spotkać na brzozie brodawkowatej, grabie, leszczynie, jesionie wyniosłym, dębie i wierzbie iwie, ale rośnie także na innych gatunkach drzew liściastych. Na drzewach iglastych występuje rzadko, głównie na jodle pospolitej.

## Znaczenie
Grzyb trujący. Opisano zatrucie tym grzybem u jednej rodziny w Niemczech. Objawy: neurotoksyczne efekty, nudności, zaburzenia ruchu, wzroku, wątroby i niewydolność nerek. Objawy pojawiły się około 12 godzin po spożyciu grzybów. Mocz wszystkich trzech ofiar zatrucia był fioletowy. Po pewnym czasie objawy zatrucia ustąpiły.
Saprotrof powodujący białą zgniliznę drewna. Miękusz rabarbarowy jest silnym barwnikiem; barwi wełnę na intensywnie niebieski kolor.